# 대한민국 이라크 평화·재건 사단

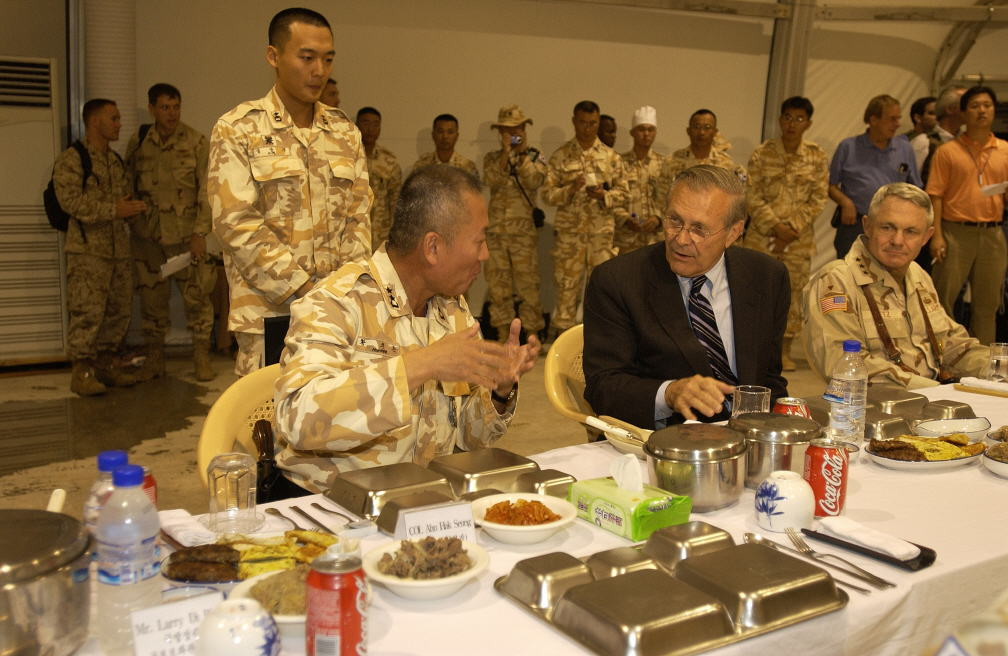
도널드 럼즈펠드 미국 국방장관이 자이툰부대를 방문, 황의돈 사단장과 대화 중이다.

대한민국 이라크 평화·재건 사단(영어: RoK Joint Support Group for the Iraq, 大韓民國 伊拉克 平和·再建 師團, 상징명칭 : 자이툰부대(영어: Zaytun Division, 쿠르드어: Tîpa Zeytûnê, Zaytun 部隊))은 평화 유지와 아르빌의 경비 및 재건설을 겸하기 위해 이라크에 파병되어 2004년 2월 23일부터 2008년 12월 20일까지 활동했던 대한민국 육군의 민사부대이다.
자이툰(아랍어: زيتون)은 아랍어로 올리브를 뜻하며, 이는 평화를 상징한다.

## 역사
대한민국은 2003년 4월 2일 국회는 국군부대의 이라크전쟁 파견 동의안을 통과시켰다. 미국 연방 정부는 한국에 2003년 9월, 전쟁으로 파괴된 국가를 재건한다는 목적하에 더 많은 군을 파병해 달라고 요청하였다. 요청을 받아들인 대한민국 정부는 2004년 2월 23일에 평화 유지와 아르빌의 경비 및 재건설을 겸하는 임무로 자이툰부대를 3,800여명 가량의 사단으로서 창설되어 이라크 다국적군의 일원으로서 파병하였다.
대한민국에 적대적인 아랍 저항단체에서는 이 부대를 이라크에서 철수할 것을 요청하였다. 그렇지만, 전 미국의 국방부 장관 도널드 럼즈펠드이 2004년 10월 10일 이 부대를 방문하여 격려하였고, 대한민국의 대통령 노무현도 12월 8일 이 부대를 전격 방문하였다.
대한민국 시간으로 2007년 5월 19일 오후 6시 45분경(오후 1시45분 현지시간) 자이툰부대 오모 중위가 영내에 있는 자이툰병원 의무대 이발소에서 총상을 입고 숨진 채 발견됐다. 국방부 조사본부는 2007년 6월 4일 타살이 아닌 자살로 결론을 내렸다.
자이툰부대는 쿠르드인들에게 부지와 대부분의 건설 장비 등을 넘겨주고 2008년 12월 20일에 쿠르드 자치구 아르빌에서 철수하였다.

## 조직 구성
초기에는 사단 사령부와 사령부 직할대, 건설공병단 "서희"(2003년 4월 15일 창설)와 의료지원단 "제마", 그리고 각각 특전사 인원이 주축인 2개 민사(또는 재건 지원)대대와 각 특공대에서 차출된 대원들로 구성된 1개 경비대대, 그리고 장갑차 중대가 편성된 제11민사여단(111, 112재건지원대대)과 제12민사여단(121, 122재건지원대대)으로 구성되었다. 해병대에서 전속된 1개 해병중대가 국내 해병대 파병여론을 고려하여 추가 편성되었으며, 중대임에도 아르빌과 바그다드 2개소에서 임무를 수행하였으며, 바그다드의 주이라크 한국 대사관의 경비와 가장 위험한 곳중 하나인 사단 위병소 경계, 사단 본부 및 사단 관측소 운용 임무를 수행하였다. 이후 사단의 경계 체계가 정립된 후 위병소를 민사여단에 인계한 후, 현지인 진료를 실시하는 의무대대를 방호하였다. 사단의 총 규모는 약 3,800여명이었다.
2007년 12월 28일, 국군부대의 이라크 파견 연장 및 임무종결계획 동의안에 따라 1년 더 파병이 연장되면서 사령부 부서인 민사처가 민사협조본부로, 재건지원대대에 경비대대가 통합되었다. 병력 감축에 의해 650여명으로 줄어들었으나, 독자적인 활동을 유지하기 위해 계속해서 소장 계급의 지휘관의 지휘를 받았다.
제58항공수송단 "다이만"에서 자이툰부대에 군수 및 병력을 공수하여 지원하였다.

## 사고
자이툰 부대 6진 2차 교대병력으로 파병된 오모 중의(27세)가 2007년 5월 19일 아르빌 자이툰 부대 내 자이툰병원 의무대 이발소에서 자살한 사고가 발생하였다.

## 같이 보기
- 이라크 전쟁
- 이라크 다국적군
- 제58항공수송단 "다이만부대": 쿠웨이트의 공군수송부대.
- 제100건설공병단 "다산부대": 아프가니스탄 바그람 공군 기지 내에 위치했던 재건부대
- 제924의료지원단 "동의부대": 아프가니스탄 바그람 공군 기지 내에 위치했던 의료부대
- 캠프 부어링